# 12-та армія (Російська імперія)
12-та армія (12 А, рос. 12-я армия) — загальновійськове оперативне об'єднання з'єднань і частин Російської Імператорської армії  під час Першої світової війни.

## Склад
Польове управління утворене в січні 1915 року. У серпні 1915 року управління армією скасоване і замінене польовим управлінням 13-ї армії, перейменованим на управління 12-ї армії. На кінець 1917 року штаб армії розташовувався в Валці. Ліквідовано на початку 1918 року (управління виведено в Рибінськ).
Наприкінці війни до складу армії входили:
- XIII армійський корпус
- XLIII армійський корпус
- XLIX армійський корпус
- II Сибірський армійський корпус
- VI Сибірський армійський корпус

## У складі
- Північно-Західного фронту (січень — серпень 1915)
- Північного фронту (серпень 1917 — початок 1918)

## Командувачі
- 14.01.1915-08.06.1915 — генерал від кавалерії Плеве Павло Адамович
- 08.06.1915-20.08.1915 — генерал від інфантерії Чурін Олексій Євграфович
- 20.08.1915-20.03.1916 — генерал від інфантерії Горбатовський Володимир Миколайович
- 20.03.1916-20.07.1917 — генерал від інфантерії Радко-Дмитрієв Радко Дмитрович
- 20.07.1917-09.09.1917 — генерал-лейтенант Парський Дмитро Павлович
- 09.09.1917-14.11.1917 — генерал-лейтенант Юзефович Яків Давидович
- 14.11.1917-22.11.1917 — генерал-лейтенант Новицький Василь Федорович
- 22.11.1917-- генерал-лейтенант Гунцадзе Давид Костянтинович